# DougDoug
DougDoug, właśc. Douglas Scott Wreden (ur. 18 stycznia 1991) – amerykański youtuber, streamer, podcaster, filantrop i były komentator e-sportowy. Jego twórczość koncentruje się wokół wykonywania wyzwań związanych z użyciem sztucznej inteligencji, modyfikacjach do gier wideo oraz umożliwianiu społeczności platformy Twitch kontroli nad grami lub transmisjami na żywo.
Według stanu na lipiec 2025 roku kanał DougDoug posiadał niemal trzy miliony subskrybentów na platformie YouTube i ponad milion obserwujących w serwisie Twitch.

## Biografia
Douglas Scott Wreden urodził się 18 stycznia 1991 roku. Jest absolwentem Uniwersytetu Kalifornijskiego w Berkeley, gdzie uzyskał stopień licencjata z dziedziny informatyki. Do września 2023 mieszkał w stanie Waszyngton, po czym przeprowadził się do Los Angeles w stanie Kalifornia.

## Kariera

### Praca przed YouTube i Twitch
W 2012 roku, w trakcie studiów, odbył staż jako programista w firmie Zynga, pracując nad niewydaną grą przeglądarkową. W latach 2014–2015 był odpowiedzialny za technologiczne zaplecze gier mobilnych w Electronic Arts.
Od początku 2016 do końca 2017 roku pracował dla ESL jako organizator wydarzeń e-sportowych związanych z grą Hearthstone. Następnie, do końca 2018 roku, pełnił funkcję producenta wykonawczego w firmie Tempo Storm, zajmując się organizacją turniejów w gry video, takie jak Hearthstone czy Fortnite.
W marcu 2018 roku wziął udział w konkursie „So You Think You Can Cast?”, mającym na celu wyłonienie nowych komentatorów gry Hearthstone. Jego zgłoszenie zostało udostępnione przez ówczesnego dyrektora gry, Bena Broda.

### Kanał YouTube i streamowanie
Pierwszy film na platformie YouTube opublikował 28 września 2015 roku na kanale o nazwie Gloudas. Początkowo publikował nieregularnie materiały, głównie związane z grą Hearthstone. 4 września 2018 roku zmienił nazwę kanału na DougDoug i skoncentrował się na nietypowych wyzwaniach związanych z grami wideo. Pierwszym filmem po zmianie stylu był „Czy dasz radę przejść pierwszy poziom w Super Mario Bros. tylko za pomocą komend głosowych?”, który w lipcu 2025 ma ponad 3 miliony wyświetleń.
Początek popularności przyniosła mu seria „Wytłumaczone jedzeniem” (ang. „...but explained with food”), z której najbardziej popularnymi były filmy:
- „Smash Bros Ultimate, wytłumaczone jedzeniem”[16]
- „Historia gier Mario, ale wytłumaczona za pomocą burrito”[17]

Materiały w lipcu 2025 roku miały ponad pięć i dziewięć milionów wyświetleń.
9 marca 2019 roku rozpoczął prowadzenie transmisji na platformie Twitch.
18 lutego 2020 roku opublikował film „Czy czat na Twitchu potrafi lecieć samolotem w GTA 5?”, w którym po raz pierwszy pozwolił czatowi na Twitchu kontrolować rozgrywkę. Szerzej zauważone zostały materiał „Czy możesz przejechać przez GTA 5, gdy czat na Twitchu kontroluje twoje modyfikacje?”. W listopadzie 2020 roku kanał DougDoug uzyskał wynik miliona subskrybentów w serwisie YouTube.
W kolejnych latach zaczął tworzyć treści oparte na użyciu sztucznej inteligencji. 10 lipca 2021 roku ukazał się film „Pozwoliłem sztucznej inteligencji przepisać mój profil na LinkedIn (i zmusić spamerów by go przeczytali)”, a 27 czerwca 2023 – „Zmusiłem SI do grania w grę przygodową dla dzieci”, w którym sztuczna inteligencja odgrywała rolę głównego bohatera gry Pajama Sam. Film zdobył ponad 13 milionów wyświetleń i stał się drugim najpopularniejszym materiałem na kanale według liczby wyświetleń.
2 grudnia 2021 roku opublikował najpopularniejszy dotychczas film na kanale – „GTA 5, ale gdy powiem słowo ‘glina’, to gliniarze próbują mnie zabić”, który w lipcu 2025 roku miał ponad 19 milionów wyświetleń.
W 2023 roku otrzymał nagrodę „League of Their Own” podczas gali The Streamer Awards. W 2024 roku był nominowany w kategorii „Najlepszy twórca oprogramowania i gier”, lecz nagroda przypadła streamerowi PirateSoftware.
W marcu 2025 wraz ze streamerami Atriociem i AidenemCalvinem stworzył podcast „Lemonade Stand”, koncentrujący się wokół tematów biznesu, technologii i polityki. Kanał YouTube podcastu, w lipcu 2025 roku miał około 165 tysięcy subskrybentów.

## Urodzinowe transmisje na żywo dla wydry Rosy

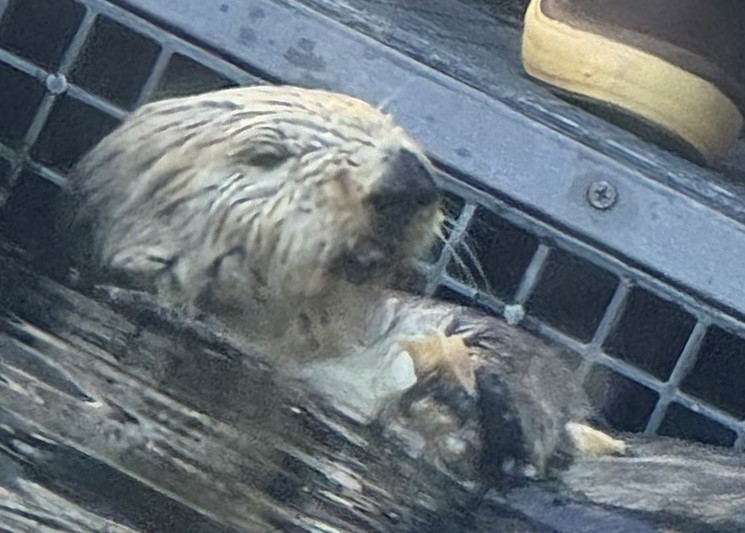
Rosa w 2023 roku.

W latach 2019–2024 prowadził charytatywne transmisje na żywo z okazji urodzin wydry morskiej o imieniu Rosa, zbierając fundusze dla Monterey Bay Aquarium. Kwoty zebrane podczas wydarzeń rosły z roku na rok – od 14 tysięcy dolarów w 2021 roku do ponad 620 tysięcy w 2024. W tym samym roku Rosa zmarła w wieku 24 lat. Do 2025 roku DougDoug i jego społeczność zebrali ponad milion dolarów dla Monterey Bay Aquarium.

## Życie prywatne
Wreden ma dwoje rodzeństwa. Jego brat, Davey Wreden, jest projektantem gier komputerowych, znanym m.in. z produkcji gry The Stanley Parable. Ma również siostrę o imieniu Julia.

## Nagrody
| Rok  | Nagroda             | Kategoria                              | Rezultat  | Źródło |
| ---- | ------------------- | -------------------------------------- | --------- | ------ |
| 2023 | The Streamer Awards | League of Their Own                    | Wygrana   | [ 38 ] |
| 2024 | The Streamer Awards | Najlepszy twórca oprogramowania i gier | Nominacja | [ 39 ] |